# ICESat
ICEsat é um satélite estadunidense da NASA destinado a medir a folha de balanço de massa das nuvens, bem como características da topografia e da vegetação terrestre. Foi lançado em 13 de janeiro de 2003 a bordo de um foguete Delta II da Base da Força Aérea de Vandenberg. Ao ser lançado no espaço, foi colocado em uma órbita quase polar, a aproximadamente 600 km de altura. Teve uma vida operacional de 7 anos até ser aposentado em fevereiro de 2010, depois de sua carga útil científica desligar sem retorno à atividade.

## Instrumentos
O único instrumento do satélite ICEsat foi o Geoscience Laser Altimeter System (GLAS). Os lasers do GLAS emitem pulsos de infravermelho.

## Sucessão
A Administração Nacional de Aeronáutica e de Espaço (NASA) planejou uma missão de acompanhamento, o ICEsat 2, para dar continuidade aos estudos das mudanças polares e de mudanças na biomassa vegetal. O ICEsat 2 foi lançado em 15 de setembro de 2018.

## Ligações Externas
- http://icesat.gsfc.nasa.gov/
- http://www.csr.utexas.edu/glas/